# '03 Bonnie & Clyde
'03 Bonnie & Clyde — спільний сингл Бейонсе і Jay-Z, випущений 10 жовтня 2002 року. Пісня ввійшла до альбому Jay-Z The Blueprint 2: The Gift & The Curse, а також у деякі видання дебютного альбому Бейонсе Dangerously in Love. Продюсером пісні є Каньє Вест.
Назва пісні перегукується з піснею Емінема «97 Bonnie & Clyde», а її слова є переробкою пісні Тупака Шакура «Me and My Girlfriend», яка вийшла на посмертному альбомі The Don Killuminati: The 7 Day Theory.
«'03 Bonnie & Clyde» загалом отримав схвальні відгуки музичних критиків, які похвалили поєднання музичних стилів Jay-Z і Бейонсе, їхню співпрацю та створення пісні. Сингл досяг четвертого місця в чарті Billboard Hot 100, ставши другим синглом Jay-Z у топ-десятці та першим синглом Бейонсе як сольної виконавиці. Він посів перше місце у Швейцарії, друге місце у Великобританії та потрапив до першої двадцятки в інших європейських країнах. «'03 Bonnie & Clyde» отримав золотий сертифікат від Асоціації звукозаписної індустрії Америки (RIAA) і платиновий від Австралійської асоціації звукозаписної компанії (ARIA).

## Список треків
1. «'03 Bonnie & Clyde» (Clean Radio Version)
2. «'03 Bonnie & Clyde» (Instrumental)
3. «'03 Bonnie & Clyde» (Radio Edit)

## Чарти
| Чарти (2002r./2003r.)           | Найвища позиція |
| ------------------------------- | --------------- |
| Australian ARIA Singles Chart   | 2               |
| Austrian Singles Chart          | 28              |
| Canadian Singles Chart          | 4               |
| Dutch Top 40                    | 5               |
| French Singles Chart            | 25              |
| German Singles Chart            | 6               |
| Irish Singles Chart             | 20              |
| Italian Singles Chart           | 8               |
| New Zealand RIANZ Singles Chart | 4               |
| Swiss Singles Chart             | 1               |
| Swedish Singles Chart           | 14              |
| UK Singles Chart                | 2               |
| Billboard Hot 100               | 4               |
| Billboard Hot R&B/Hip-Hop Songs | 5               |
| United World Chart              | 7               |